# Scheibert
Scheibert is een historisch merk van motorfietsen.
De bedrijfsnaam was: Motorradbau Anton Scheibert, Wien.
Dit was een Oostenrijks (toen nog Oostenrijk-Hongarije) merk dat verstevigde fietsframes voorzag van een boven het voorwiel geplaatste 197cc-zijklepmotor. De productie begon in 1903 en eindigde in 1907.